# 中農信國際商廈
中農信國際商廈，位於中國浙江省寧波市海曙區中山東路。1995年12月竣工，高138米，共地上35層，裙樓7層，完工時為浙江省最高的大樓。低樓層為新華聯商廈（现已停业），頂層設有旋轉餐廳。